# You're on Your Own, Kid
"You're on Your Own, Kid" é uma canção gravada pela cantora e compositora norte-americana Taylor Swift. É a quinta faixa de seu décimo álbum de estúdio, Midnights (2022), lançado pela Republic Records em 21 de outubro de 2022. A canção foi escrito e produzido por Swift e Jack Antonoff. É uma música de synth-pop com elementos de indie pop que apresenta instrumentais sutis que atingem o clímax próximo ao final. A canção ficou entre as dez primeiras nas paradas da Austrália, Canadá, Grécia, Malásia, Filipinas, Cingapura e Estados Unidos.

## Antecedentes
Em 28 de agosto de 2022, durante seu discurso de aceitação do prêmio de Vídeo do Ano para All Too Well: The Short Film no MTV Video Music Awards de 2022, Swift anunciou seu décimo álbum de estúdio e disse que seria lançado em 21 de outubro. Uma hora depois, Swift revelou o nome do álbum, Midnights, e a capa do álbum nas redes sociais, mas a lista de faixas não foi revelada imediatamente.
Jack Antonoff, músico que trabalha com Swift desde 1989 (2014), foi revelado como um dos produtores do álbum por meio de um vídeo que ela postou em sua conta do Instagram em 6 de setembro de 2022, intitulado "The making of Midnights". Em 21 de setembro, cerca de um mês antes do lançamento do álbum, Swift anunciou uma série de treze episódios chamada "Midnights Mayhem with Me" que foi lançada na plataforma de mídia social TikTok, e em cada episódio o nome de uma faixa do álbum era revelado. O décimo episódio foi lançado alguns dias depois, no qual Swift revelou a quinta faixa do álbum, "You're on Your Own, Kid".

## Composição
"You're on Your Own, Kid" foi escrita e produzida por Swift e Jack Antonoff. A música é um synth-pop com elementos de indie pop. Tem três minutos e quatorze segundos de duração. A música começa com pop suave e apresenta um instrumental sutil que progride até o final.

## Tabelas musicais
| Tabelas musicais (2022)             | Melhor posição |
| ----------------------------------- | -------------- |
| Austrália (ARIA)                    | 6              |
| Canadá (Canadian Hot 100)           | 6              |
| Croácia (Billboard)                 | 18             |
| Dinamarca (Tracklisten)             | 40             |
| França (SNEP)                       | 107            |
| Mundo (Billboard Global 200)        | 7              |
| Grécia - International (IFPI)       | 10             |
| Hungria (Stream Top 40)             | 36             |
| Islândia (Plötutíðindi)             | 13             |
| Índia (IMI)                         | 19             |
| Luxemburgo (Billboard)              | 22             |
| Malásia (Billboard)                 | 11             |
| Malásia - International (RIM)       | 7              |
| Noruega (VG-lista)                  | 34             |
| Filipinas (Billboard)               | 6              |
| Singapura (RIAS)                    | 6              |
| África do Sul (Billboard)           | 17             |
| Espanha (PROMUSICAE)                | 39             |
| Suécia (Sverigetopplistan)          | 27             |
| Suíça (Schweizer Hitparade)         | 27             |
| Reino Unido (Audio Streaming Chart) | 5              |
| Estados Unidos (Billboard Hot 100)  | 8              |
| Vietnã (Vietnam Hot 100)            | 13             |

## Certificações
| Região                                                       | Certificação | Unidades/vendas |
| ------------------------------------------------------------ | ------------ | --------------- |
| Canadá (Music Canada)                                        | Ouro         | 40.000‡         |
| ‡vendas+valores de streaming baseados apenas na certificação |              |                 |